# Vallée du Ruisseau d'Erpion
Vallée du Ruisseau d'Erpion este o arie protejată (arie specială de conservare — SAC, sit de importanță comunitară — SCI) din Belgia întinsă pe o suprafață de 6,28 ha, integral pe uscat.

## Localizare
Centrul sitului Vallée du Ruisseau d'Erpion este situat la coordonatele 50°13′13″N 4°22′27″E / 50.220294°N 4.374105°E.

## Înființare
Situl Vallée du Ruisseau d'Erpion a fost declarat sit de importanță comunitară în ianuarie 2004 pentru a proteja 1 specie de animale. Situl a fost protejat și ca arie specială de conservare în ianuarie 2014.

## Biodiversitate
Situată în ecoregiunea continentală, aria protejată conține 1 habitat natural: Cursuri de apă de la nivel de câmpie la nivel montan, cu vegetație Ranunculion fluitantis și Callitricho-Batrachion.
La baza desemnării sitului se află o specie protejată de  amfibieni: triton cu creastă (Triturus cristatus).
Pe lângă speciile protejate, pe teritoriul sitului au mai fost identificate 1 specie de mamifere.